# José de Vasconcelos Bandeira de Lemos
José de Vasconcelos Bandeira de Lemos (Barcelos, 5 de Fevereiro de 1794 — Santo André, Várzea da Ovelha, Marco de Canaveses, 3 de Abril de 1873), 1.º barão e 1.º visconde de Leiria, foi um militar e político português que desempenhou um papel de relevo na Revolta dos Marechais. Cartista, foi Ministro da Guerra no período conturbado de 1836-1837.